# ATP 파이널스

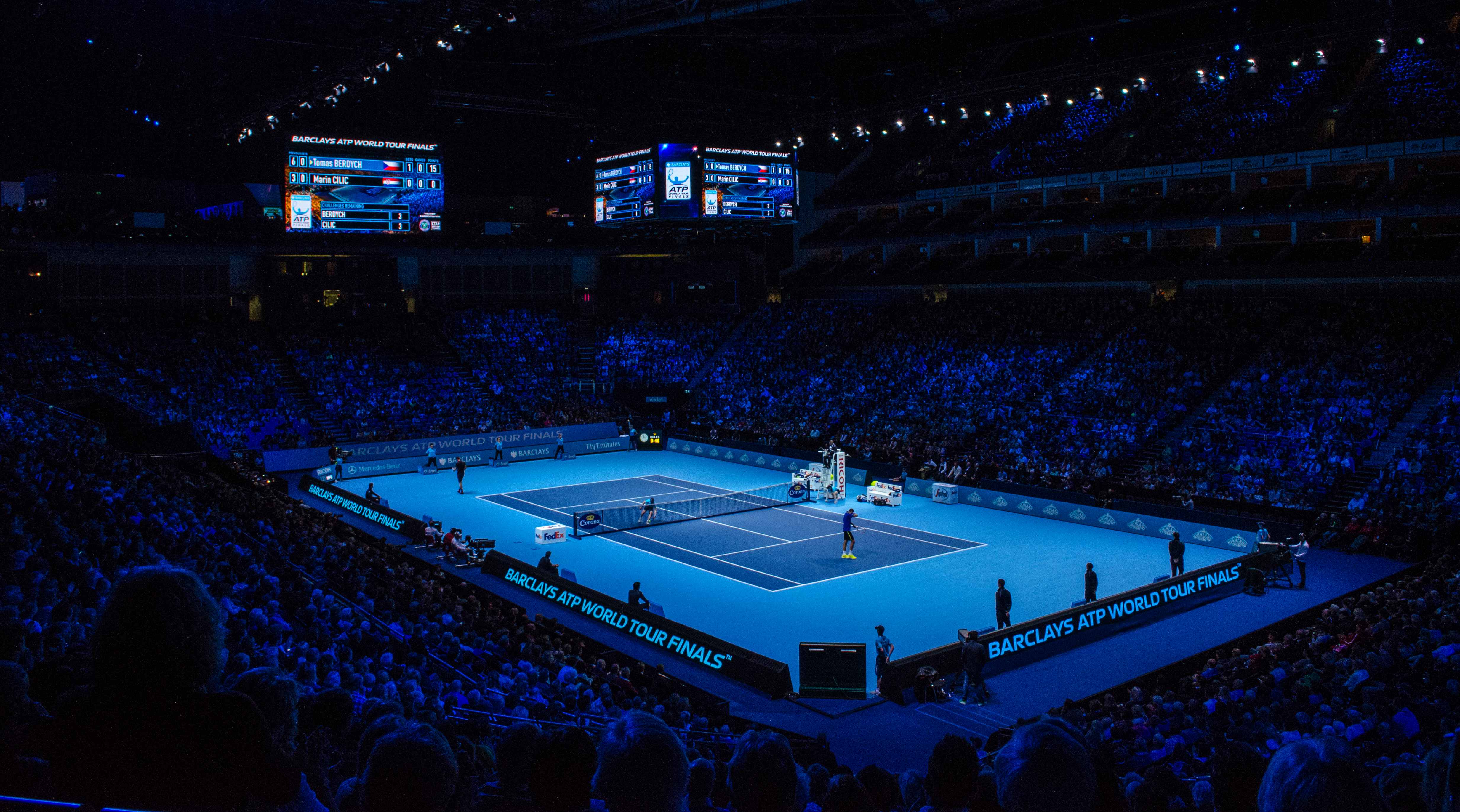

ATP 파이널스(ATP Finals)는 매년 연말 세계 랭킹 8위까지의 탑 랭커들만이 참여하여 경기를 펼치는 남자 테니스 대회이다.
다른 대부분의 테니스 대회와는 달리 이 대회는 녹아웃 토너먼트가 아닌 라운드 로빈 방식으로 진행된다. 8명의 선수들은 4명씩 두 그룹으로 나뉘어 레드 그룹과 골드 그룹을 구성하게 되며, 이 두 그룹 내에서 각각 라운드 로빈 방식으로 경기를 치러 각 그룹의 1, 2위 선수들을 가린다. 레드 그룹의 1위 선수는 골드 그룹의 2위 선수와, 골드 그룹의 1위 선수는 레드 그룹의 2위 선수와 준결승전을 갖게 되며, 이 두 경기의 승자가 결승전에서 맞붙어 최종 우승자를 가리게 된다.

## 역대 개최지
| 장소         | 연도           | 코트        | 경기장                           | 수용 인원 |
| ------------ | -------------- | ----------- | -------------------------------- | --------- |
| 런던         | 2009–2020      | 하드        | O2 아레나                        | 17,500    |
| 상하이       | 2006–2008 2005 | 하드 카페트 | Qizhong Forest Sports City Arena | 15,000    |
| 휴스턴       | 2003–2004      | 하드        | Westside Tennis Club             | 5,240     |
| 상하이       | 2002           | 하드        | SNIEC                            |           |
| 시드니       | 2001           | 하드        | Acer Arena                       | 17,500    |
| 리스본       | 2000           | 하드        | Pavilhão Atlântico               | 12,000    |
| 하노버       | 1997–1999 1996 | 하드 카페트 | Hanover fairground               | 15,000    |
| 프랑크푸르트 | 1990–1995      | 카페트      | Festhalle Frankfurt              | 12,000    |
| 뉴욕         | 1977–1989      | 카페트      | 메디슨 스퀘어 가든               | 18,000    |
| 휴스턴       | 1976           | 카페트      | 더 슈미트                        | 16,300    |
| 스톡홀름     | 1975           | 카페트      | en:Kungliga tennishallen         | 6,000     |
| 멜버른       | 1974           | 잔디        | Kooyong Stadium                  | 8,500     |
| 보스턴       | 1973           | 카페트      | 보스턴 가든                      | 14,900    |
| 바르셀로나   | 1972           | 카페트      | Palau Blaugrana                  | 5,700     |
| 파리         | 1971           | 카페트      | Stade Pierre de Coubertin        | 5,000     |
| 도쿄         | 1970           | 카페트      | 도쿄 체육관                      | 6,500     |

## 역대 결승전

### 단식
| 개최지                 | 연도                | 우승                  | 준우승               | 스코어                            |
| ---------------------- | ------------------- | --------------------- | -------------------- | --------------------------------- |
| ATP 파이널스           |                     |                       |                      |                                   |
| 런던                   |                     |                       |                      |                                   |
| 2015                   | 노바크 조코비치 (5) | 로저 페더러           | 6–3, 6–4             |                                   |
| 2014                   | 노바크 조코비치 (4) | 로저 페더러           | 기권                 |                                   |
| 2013                   | 노바크 조코비치 (3) | 라파엘 나달           | 6–3, 6–4             |                                   |
| 2012                   | 노바크 조코비치 (2) | 로저 페더러           | 7–6(6), 7–5          |                                   |
| 2011                   | 로저 페더러 (6)     | 조 윌프리드 총가      | 6-3, 6-7(6), 6-3     |                                   |
| 2010                   | 로저 페더러 (5)     | 라파엘 나달           | 6–3, 3–6, 6–1        |                                   |
| 2009                   | 니콜라이 다비덴코   | 후안 마르틴 델 포트로 | 6–3, 6–4             |                                   |
| 테니스 마스터스 컵     |                     |                       |                      |                                   |
| 상하이                 | 2008                | 노박 조코비치         | 니콜라이 다비덴코    | 6–1, 7–5                          |
| 상하이                 | 2007                | 로저 페더러 (4)       | 다비드 페레르        | 6–2, 6–3, 6–2                     |
| 상하이                 | 2006                | 로저 페더러 (3)       | 제임스 블레이크      | 6–0, 6–3, 6–4                     |
| 상하이                 | 2005                | 다비드 날반디안       | 로저 페더러          | 6–7(4), 6–7(11), 6–2, 6–1, 7–6(3) |
| 휴스턴                 | 2004                | 로저 페더러 (2)       | 레이튼 휴이트        | 6–3, 6–2                          |
| 휴스턴                 | 2003                | 로저 페더러           | 안드레 애거시        | 6–3, 6–0, 6–4                     |
| 상하이                 | 2002                | 레이튼 휴이트 (2)     | 후안 카를로스 페레로 | 7–5, 7–5, 2–6, 2–6, 6–4           |
| 시드니                 | 2001                | 레이튼 휴이트         | 세바스찬 그로장      | 6–3, 6–3, 6–4                     |
| 리스본                 | 2000                | 구스타보 쿠에르텐     | 안드레 애거시        | 6–4, 6–4, 6–4                     |
| ATP 투어 월드 챔피언십 |                     |                       |                      |                                   |
| 하노버                 | 1999                | 피트 샘프라스 (5)     | 안드레 애거시        | 6–1, 7–5, 6–4                     |
| 하노버                 | 1998                | 알렉스 코레차         | 카를로스 모야        | 3–6, 3–6, 7–5, 6–3, 7–5           |
| 하노버                 | 1997                | 피트 샘프라스 (4)     | 예브게니 카펠니코프  | 6–3, 6–2, 6–2                     |
| 하노버                 | 1996                | 피트 샘프라스 (3)     | 보리스 베커          | 3–6, 7–6(5), 7–6(4), 6–7(11), 6–4 |
| 프랑크푸르트           | 1995                | 보리스 베커 (3)       | 마이클 창            | 7–6(3), 6–0, 7–6(5)               |
| 프랑크푸르트           | 1994                | 피트 샘프라스 (2)     | 보리스 베커          | 4–6, 6–3, 7–5, 6–4                |
| 프랑크푸르트           | 1993                | 미카엘 슈티히         | 피트 샘프라스        | 7–6(3), 2–6, 7–6(7), 6–2          |
| 프랑크푸르트           | 1992                | 보리스 베커 (2)       | 짐 쿠리어            | 6–4, 6–3, 7–5                     |
| 프랑크푸르트           | 1991                | 피트 샘프라스         | 짐 쿠리어            | 3–6, 7–6(5), 6–3, 6–4             |
| 프랑크푸르트           | 1990                | 안드레 애거시         | 스테판 에드베리      | 5–7, 7–6(5), 7–5, 6–2             |
| 마스터스 그랑프리      |                     |                       |                      |                                   |
| 뉴욕                   | 1989                | 스테판 에드베리       | 보리스 베커          | 4–6, 7–6(6), 6–3, 6–1             |
| 뉴욕                   | 1988                | 보리스 베커           | 이반 렌들            | 5–7, 7–6(5), 3–6, 6–2, 7–6(5)     |
| 뉴욕                   | 1987                | 이반 렌들 (5)         | 매츠 빌랜더          | 6–2, 6–2, 6–3                     |
| 뉴욕                   | 1986                | 이반 렌들 (4)         | 보리스 베커          | 6–4, 6–4, 6–4                     |
| 뉴욕                   | 1985                | 이반 렌들 (3)         | 보리스 베커          | 6–2, 7–6(4), 6–3                  |
| 뉴욕                   | 1984                | 존 매켄로 (3)         | 이반 렌들            | 7–5, 6–0, 6–4                     |
| 뉴욕                   | 1983                | 존 매켄로 (2)         | 이반 렌들            | 6–3, 6–4, 6–4                     |
| 뉴욕                   | 1982                | 이반 렌들 (2)         | 존 매켄로            | 6–4, 6–4, 6–2                     |
| 뉴욕                   | 1981                | 이반 렌들             | 비터스 제럴라이티스  | 6–7(5), 2–6, 7–6(6), 6–2, 6–4     |
| 뉴욕                   | 1980                | 비외른 보리 (2)       | 이반 렌들            | 6–4, 6–2, 6–2                     |
| 뉴욕                   | 1979                | 비외른 보리           | 비터스 제럴라이티스  | 6–2, 6–2                          |
| 뉴욕                   | 1978                | 존 매켄로             | 아서 애시            | 6–7(5), 6–3, 7–5                  |
| 뉴욕                   | 1977                | 지미 코너스           | 비외른 보리          | 6–4, 1–6, 6–4                     |
| 휴스턴                 | 1976                | 마누엘 오란테스       | 보이텍 피바크        | 5–7, 6–2, 0–6, 7–6(1), 6–1        |
| 스톡홀름               | 1975                | 일리에 나스타시 (4)   | 비외른 보리          | 6–2, 6–2, 6–1                     |
| 멜버른                 | 1974                | 기예르모 빌라스       | 일리에 나스타시      | 7–6, 6–2, 3–6, 3–6, 6–4           |
| 보스턴                 | 1973                | 일리에 나스타시 (3)   | 톰 오케르            | 6–3, 7–5, 4–6, 6–3                |
| 바르셀로나             | 1972                | 일리에 나스타시 (2)   | 스탠 스미스          | 6–3, 6–2, 3–6, 2–6, 6–3           |
| 파리                   | 1971                | 일리에 나스타시       | (라운드 로빈)        | (라운드 로빈)                     |
| 도쿄                   | 1970                | 스탠 스미스           | (라운드 로빈)        | (라운드 로빈)                     |

### 복식
| 개최지                  | 연도        | 우승                            | 준우승                          | 스코어                        |
| ----------------------- | ----------- | ------------------------------- | ------------------------------- | ----------------------------- |
| ATP 파이널스            |             |                                 |                                 |                               |
| 런던                    | 2010        | 다니엘 네스터 네나드 지몬지치   | 마헤시 부파티 막스 미르니       | 7–6(6), 6–4                   |
| 런던                    | 2009        | 밥 브라이언 마이크 브라이언     | 막스 미르니 앤디 램             | 7–6(5), 6–3                   |
| 테니스 마스터스 컵      |             |                                 |                                 |                               |
| 상하이                  | 2008        | 다니엘 네스터 네나드 지몬지치   | 밥 브라이언 마이크 브라이언     | 7–6(3), 6–2                   |
| 상하이                  | 2007        | 마크 놀스 다니엘 네스터         | 시몬 아스펠린 줄리안 놀         | 6–2, 6–3                      |
| 상하이                  | 2006        | 요나스 비요르크만 막스 미르니   | 마크 놀스 다니엘 네스터         | 6–2, 6–4                      |
| 상하이                  | 2005        | 미카엘 로드라 파브리스 산토로   | 리앤더 페이즈 네나드 지몬지치   | 6–7(6), 6–3, 7–6(4)           |
| 휴스턴                  | 2004        | 밥 브라이언 마이크 브라이언     | 웨인 블랙 케빈 율리엇           | 4–6, 7–5, 6–4, 6–2            |
| 휴스턴                  | 2003        | 밥 브라이언 마이크 브라이언     | 미카엘 로드라 파브리스 산토로   | 6–7(6), 6–3, 3–6, 7–6(3), 6–4 |
|                         | 2002        | 대회 미개최                     | 대회 미개최                     | 대회 미개최                   |
| ATP 월드 더블 챌린지 컵 |             |                                 |                                 |                               |
| 벵갈루루                | 2001        | Ellis Ferreira Rick Leach       | Petr Pála Pavel Vízner          | 6–7(6), 7–6(2), 6–4, 6–4      |
| ATP 투어 월드 챔피언십  |             |                                 |                                 |                               |
| 벵갈루루                | 2000        | Donald Johnson Piet Norval      | 마헤시 부파티 리앤더 페이즈     | 7–6(8), 6–3, 6–4              |
| 하트퍼드                | 1999        | Sébastien Lareau Alex O'Brien   | 마헤시 부파티 리앤더 페이즈     | 6–3, 6–2, 6–2                 |
| 하트퍼드                | 1998        | Jacco Eltingh 파울 하르하위스   | 마크 놀스 다니엘 네스터         | 6–4, 6–2, 7–5                 |
| 하트퍼드                | 1997        | Rick Leach Jonathan Stark       | 마헤시 부파티 리앤더 페이즈     | 6–3, 6–4, 7–6(3)              |
| 하트퍼드                | 1996        | 토드 우드브리지 마크 우드포드   | Sébastien Lareau Alex O'Brien   | 6–4, 5–7, 6–2, 7–6(3)         |
| 에인트호번              | 1995        | Grant Connell Patrick Galbraith | Jacco Eltingh 파울 하르하위스   | 7–6(6), 7–6(6), 3–6, 7–6(2)   |
| 자카르타                | 1994        | Jan Apell 요나스 비요르크만     | 토드 우드브리지 마크 우드포드   | 6–4, 4–6, 4–6, 7–6(5), 7–6(6) |
| 요하네스버그            | 1993        | Jacco Eltingh 파울 하르하위스   | 토드 우드브리지 마크 우드포드   | 7–6(4), 7–6(5), 6–4           |
| 요하네스버그            | 1992        | 토드 우드브리지 마크 우드포드   | John Fitzgerald 안데르스 야뤼드 | 6–2, 7–6(4), 5–7, 3–6, 6–3    |
| 요하네스버그            | 1991        | John Fitzgerald 안데르스 야뤼드 | Ken Flach Robert Seguso         | 6–4, 6–4, 2–6, 6–4            |
| 생츄어리 코브           | 1990        | 기 포르제 Jakob Hlasek          | Sergio Casal Emilio Sánchez     | 6–4, 7–6(5), 5–7, 6–4         |
| 마스터스 그랑프리       |             |                                 |                                 |                               |
| 런던                    | 1989        | Jim Grabb 패트릭 매켄로         | John Fitzgerald 안데르스 야뤼드 | 7–5, 7–6(4), 5–7, 6–3         |
| 런던                    | 1988        | Rick Leach Jim Pugh             | Sergio Casal Emilio Sánchez     | 6–4, 6–3, 2–6, 6–0            |
| 런던                    | 1987        | 밀로슬라프 메치르시 Tomáš Šmíd  | Ken Flach Robert Seguso         | 6–4, 7–5, 6–7(5), 6–3         |
| 런던                    | 1986        | Stefan Edberg 안데르스 야뤼드   | 기 포르제 야니크 노아           | 6–3, 7–6, 6–3                 |
| 뉴욕                    | 1985        | Stefan Edberg 안데르스 야뤼드   | Joakim Nystrom 매츠 빌랜더      | 6–1, 7–6                      |
| 뉴욕                    | 1984        | Peter Fleming 존 매켄로         | Mark Edmondson Sherwood Stewart | 6–3, 6–1                      |
| 뉴욕                    | 1983        | Peter Fleming 존 매켄로         | Pavel Složil Tomáš Šmíd         | 6–2, 6–2                      |
| 뉴욕                    | 1982        | Peter Fleming 존 매켄로         | Sherwood Stewart Ferdi Taygan   | 6–2, 6–2                      |
| 뉴욕                    | 1981        | Peter Fleming 존 매켄로         | Kevin Curren Steve Denton       | 6–3, 6–3                      |
| 뉴욕                    | 1980        | Peter Fleming 존 매켄로         | Peter McNamara Paul McNamee     | 6–4, 6–3                      |
| 뉴욕                    | 1979        | Peter Fleming 존 매켄로         | Wojtek Fibak 톰 오케르          | 6–3, 7–6, 6–1                 |
| 뉴욕                    | 1978        | Peter Fleming 존 매켄로         | Wojtek Fibak 톰 오케르          | 6–4, 6–2, 6–4                 |
| 뉴욕                    | 1977        | Bob Hewitt Frew McMillan        | Robert Lutz 스탠 스미스         | 7–5, 7–6, 6–3                 |
| 휴스턴                  | 1976        | Fred McNair Sherwood Stewart    | Brian Gottfried Raúl Ramírez    | 6–4, 5–7, 5–7, 6–4, 6–4       |
| 스톡홀름                | 1975        | Juan Gisbert 마누엘 오란테스    | (라운드 로빈)                   | (라운드 로빈)                 |
|                         | 1974 - 1971 | 대회 미개최                     | 대회 미개최                     | 대회 미개최                   |
| 도쿄                    | 1970        | 스탠 스미스 아서 애시           | (라운드 로빈)                   | (라운드 로빈)                 |

## 같이 보기
- ATP 파이널스 참가 선수
- WTA 파이널스